# Chersotis semna
Chersotis semna är en fjärilsart som beskrevs av Rudolf Püngeler 1906. Chersotis semna ingår i släktet Chersotis och familjen nattflyn. Inga underarter finns listade i Catalogue of Life.